# Ad Astra (film din 2019)
Ad Astra (tradus din latină: „Până la stele”) este un film american SF regizat de James Gray, avându-i ca protagoniști pe Brad Pitt, Tommy Lee Jones și Liv Tyler.

## Distribuție
- Brad Pitt e Roy McBride
- Tommy Lee Jones e H. Clifford McBride
- Liv Tyler e Eve, soția lui Roy
- Ruth Negga e Helen Lantos
- Donald Sutherland e Colonelul Thomas Pruitt